# Herzogtum Elbeuf
Das Herzogtum Elbeuf mit dem Hauptort Elbeuf in der Normandie wurde 1582 errichtet. Zuvor war Elbeuf eine Herrschaft (Seigneurie), ab 1338 eine Grafschaft (Comté) und im 16. Jahrhundert eine Markgrafschaft (Marquisat).

## Herren von Elbeuf
- Drogo von Vexin scheint der erste Herr von Amiens gewesen zu sein; ohne Zweifel besaß er auch die Ländereien seiner Ehefrau, Godiva von Wessex, die Erbin der Emma von der Normandie, die wiederum eine Tochter des Herzogs Richard I. und Ehefrau des Königs Æthelred II. war.

### Haus Vexin
- 1025–1035: Drogo, Graf von Vexin, Graf von Amiens
- 1035–1063: Gautier III., Graf von Vexin, Amiens und Maine, dessen Sohn
- 1063–1075: Rudolf IV., Graf von Valois, Vexin und Amiens, Neffe Drogos
- 1074–1077: Simon († 1080), Graf von Valois, Vexin und Amiens, dessen Sohn

### Karolinger
- 1077–1080: Heribert IV. (1032–1080), Graf von Vermandois und Valois; ⚭ Alix von Valois, Tochter Rudolfs IV.

### Haus Frankreich-Vermandois
- 1080–1096: Hugo (um 1057–1102), Graf von Vermandois und Valois, Sohn des Königs Heinrich I. und Anna von Kiew; ⚭ Adelheid von Vermandois (um 1062–1122), Tochter von Heribert IV. und Alix von Valois

### Haus Beaumont-Meulan
- 1096–1118: Robert I. de Beaumont († 1118), Graf von Meulan und Earl of Leicester; ⚭ Elisabeth von Vermandois (1085–1131), Tochter von Hugo I. und  Adelheid von Vermandois

- 1118–1166: Waleran IV. de Beaumont (1104–1166), deren Sohn
- 1166–1204: Robert II. de Beaumont († 1204), dessen Sohn

1182–1191: Waleran V. de Beaumont († 1191), dessen Sohn, Mitherr.

### Haus Harcourt
- 1204–1212: Robert IV. d'Harcourt († 1212), Herr von Harcourt; ⚭ Jeanne de Meulan, Tochter Roberts II. von Meulan
- 1212–1239: Richard d'Harcourt  († 1239), dessen Sohn
- 1239–1265: Jean I. d’Harcourt (1199–1288), dessen Sohn

1265 wird Elbeuf zur Baronie erhoben.

## Barone von Elbeuf

### Haus Harcourt
- 1265–1288: Jean I. d'Harcourt
- 1288–1302: Jean II. d’Harcourt (1245–1302), dessen Sohn
- 1302–1329: Jean III. d'Harcourt († 1329), dessen Sohn
- 1329–1346: Jean IV. d'Harcourt († 1346), dessen Sohn
- 1346–1355: Jean V. d'Harcourt († 1355), dessen Sohn
- 1355–1389: Jean VI. d'Harcourt (1342–1389), dessen Sohn
- 1389–1419: Jean VII. d’Harcourt (1370–1452), dessen Sohn

### Englische Besatzung
- 1419–1421: Thomas of Lancaster, 1. Duke of Clarence, Sohn von König Heinrich IV. von England
- 1421–1425: John of Lancaster, 1. Duke of Bedford (1389–1435), dessen Bruder
- 1425–1426: Thomas Beaufort, 1. Duke of Exeter (1377–1426), Halbbruder Heinrichs IV.
- 1426–1444: John Beaufort, 1. Duke of Somerset, dessen Neffe

### Haus Harcourt
- 1444–1452: Jean VII. d’Harcourt (1370–1452), wieder eingesetzt

### Haus Vaudémont
- 1452–1458: Antoine de Vaudémont (1393–1458), Graf von Vaudémont; ⚭ Marie d'Harcourt (1398–1476) Tochter von Jean VII.
- 1458–1472: Jean VIII. d'Harcourt († 1472), deren Sohn
- 1472–1508: René de Lorraine (1451–1508), Herzog von Lothringen, dessen Neffe
- 1528–1550: Claude de Lorraine (1496–1550), dessen Sohn

- 1550–1554: René de Lorraine-Guise (1536–1566), dessen Sohn

1554 wird Elbeuf zur Markgrafschaft (Marquisat) erhoben.

## Marquis d'Elbeuf

### Haus Guise
- 1554–1566: René de Lorraine-Guise
- 1566–1582: Charles I. de Lorraine (1556–1605), dessen Sohn

1582 wird Elbeuf zum Herzogtum erhoben.

## Herzöge von Elbeuf

### Haus Guise
- 1582–1605: Charles I. de Lorraine
- 1605–1657: Charles II. de Lorraine (1596–1657), dessen Sohn
- 1657–1692: Charles III. de Lorraine (1620–1692), dessen Sohn
- 1692–1748: Henri de Lorraine (1661–1748), dessen Sohn
- 1748–1763: Emmanuel Maurice de Lorraine (1677–1763), Bruder des Vorgängers
- 1763–1790: Charles-Eugène de Lorraine (1751–1825), Nachkomme eines jüngeren Sohns von Charles I.